# Relações entre Brasil e Polônia
As relações entre Brasil e Polônia são as relações diplomáticas estabelecidas entre a República Federativa do Brasil e a República da Polônia. O Brasil possui uma embaixada em Varsóvia, e a Polônia possui uma embaixada em Brasília.
Apesar da distância (o Brasil na América do Sul e a Polônia na Europa Central) e de suas diferenças geográficas, climáticas e históricas, os dois países têm bastantes pontos em comum. Ambos encontram-se em um grande crescimento de suas economias, acompanhado de um fortalecimento de suas posições nas relações internacionais.
As relações entre Brasil e Polônia possuem ricas tradições desde o período anterior à Segunda Guerra Mundial, e um dos seus pilares nos dias atuais é a comunidade polonesa e seus descendentes, em um número significativo no Brasil, mais precisamente nos estados de São Paulo e Paraná.

## História
Na metade do século XIX, o Imperador brasileiro Pedro II incentivou a migração polonesa para o Brasil e apoiou a independência da Polônia, que na época estava dividida entre o Império Austro-Húngaro, o Império Russo e o Império Alemão. O diplomata brasileiro Rui Barbosa defendeu a independência polonesa nas Convenções de Haia de 1907. Entre 1869 e 1920, mais de 60.000 imigrantes poloneses chegaram ao Brasil. A maioria dos poloneses se estabeleceu no estado do Paraná.
Durante a Primeira Guerra Mundial, o Brasil declarou guerra às Potências Centrais. Ao fim da guerra, o Brasil participou do Tratado de Versalhes, que viu a restauração de uma Polônia independente. A Polônia alcançou sua independência em 1918, e o Brasil se tornou a primeira nação da América Latina a reconhecer a Polônia em 17 de agosto de 1918. Em 27 de maio de 1920, ambas as nações estabeleceram relações diplomáticas e legações diplomáticas foram abertas nas respectivas capitais. No início da Segunda Guerra Mundial em setembro de 1939, o Brasil permaneceu neutro após a invasão da Polônia pela Alemanha. Em 22 de agosto de 1942, o Brasil declarou guerra à Alemanha e à Itália após o afundamento de seis navios brasileiros no Oceano Atlântico por submarinos alemães. Tanto tropas brasileiras quanto polonesas lutaram juntas durante a Campanha da Itália. Em 12 de setembro de 1945, o Brasil reconheceu o Governo Provisório de Unidade Nacional da Polônia. Pouco depois, ambas as nações reabriram missões diplomáticas.
Em janeiro de 1961, o Ministro das Relações Exteriores polonês, Adam Rapacki, tornou-se o primeiro funcionário de alto escalão a visitar o Brasil. Pouco depois de sua visita, ambas as nações elevaram sua missão diplomática a embaixadas. Em 1962, o Ministro das Relações Exteriores brasileiro, Francisco Clementino de Santiago Dantas, retribuiu a visita à Polônia. Em maio de 1961, tanto o Brasil quanto a Polônia assinaram um acordo de comércio e um acordo de cooperação cultural e científica em agosto de 1963. De 1965 a 1985, o Brasil foi governado por uma ditadura militar, o que colocou o avanço das relações diplomáticas entre ambas as nações em espera. Além disso, a Polônia estava passando pelo movimento de protesto do sindicato Solidariedade durante os anos 1980, o que contribuiu para o colapso do comunismo no país em 1990. Em 1995, o Presidente polonês Lech Wałęsa fez uma visita oficial ao Brasil, tornando-se o primeiro chefe de Estado polonês a visitar a nação. Em 2002, o Presidente brasileiro Fernando Henrique Cardoso retribuiu a visita à Polônia, tornando-se o primeiro chefe de Estado brasileiro a visitar a nação.
Em 2015, o então Vice-Presidente Michel Temer visitou a capital polonesa, Varsóvia, onde assinou um tratado de cooperação abrangendo principalmente o setor portuário e de estaleiros. Após essa visita, o governo polonês veiculou propagandas na TV brasileira promovendo produtos e empresas polonesas.
Em janeiro de 2019, o Ministro das Relações Exteriores polonês, Jacek Czaputowicz, fez uma visita ao Brasil para participar da posse do Presidente Jair Bolsonaro. Em maio de 2020, ambas as nações celebraram 100 anos de relações diplomáticas.

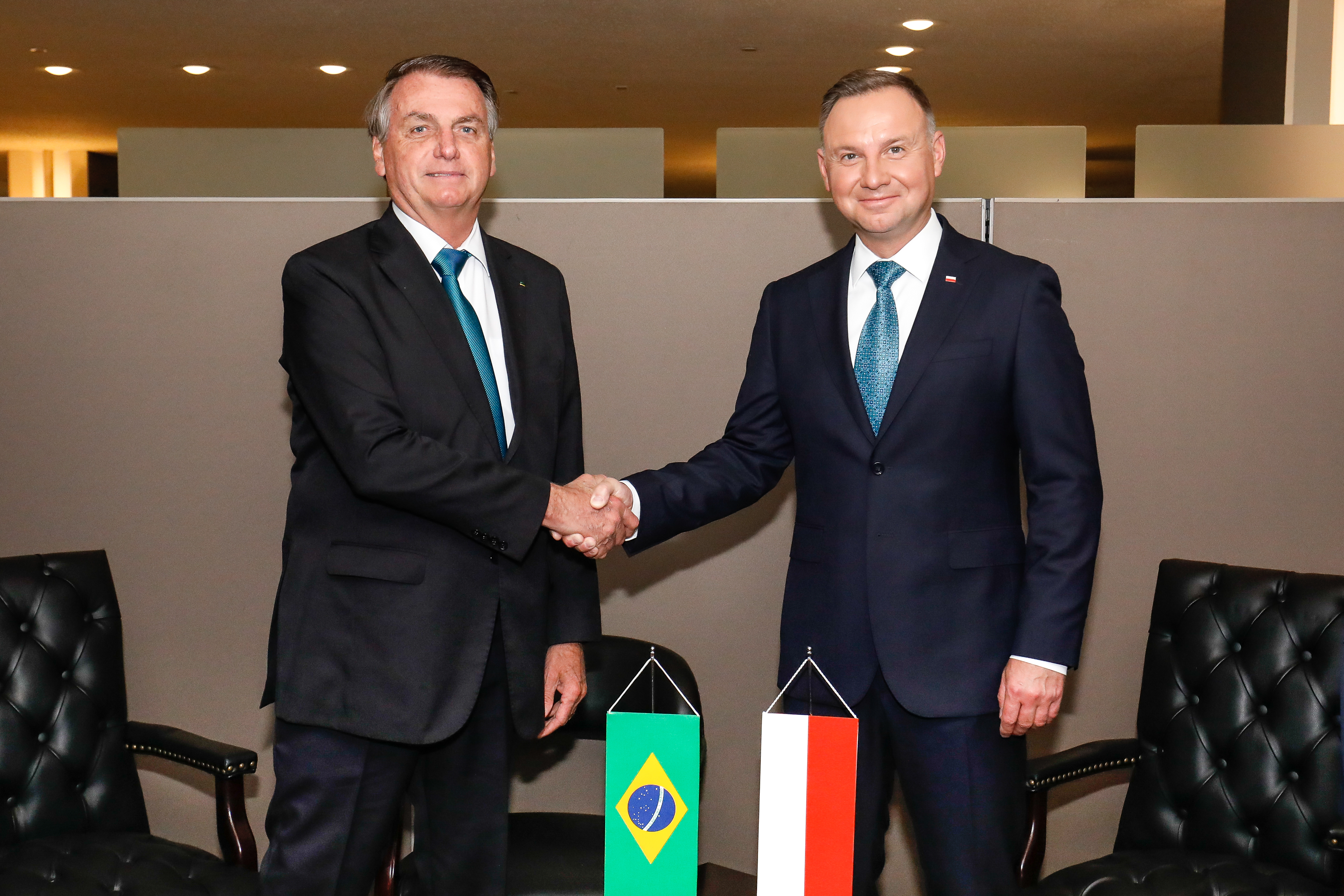
Encontro de Andrzej Duda e Jair Bolsonaro em 2021.

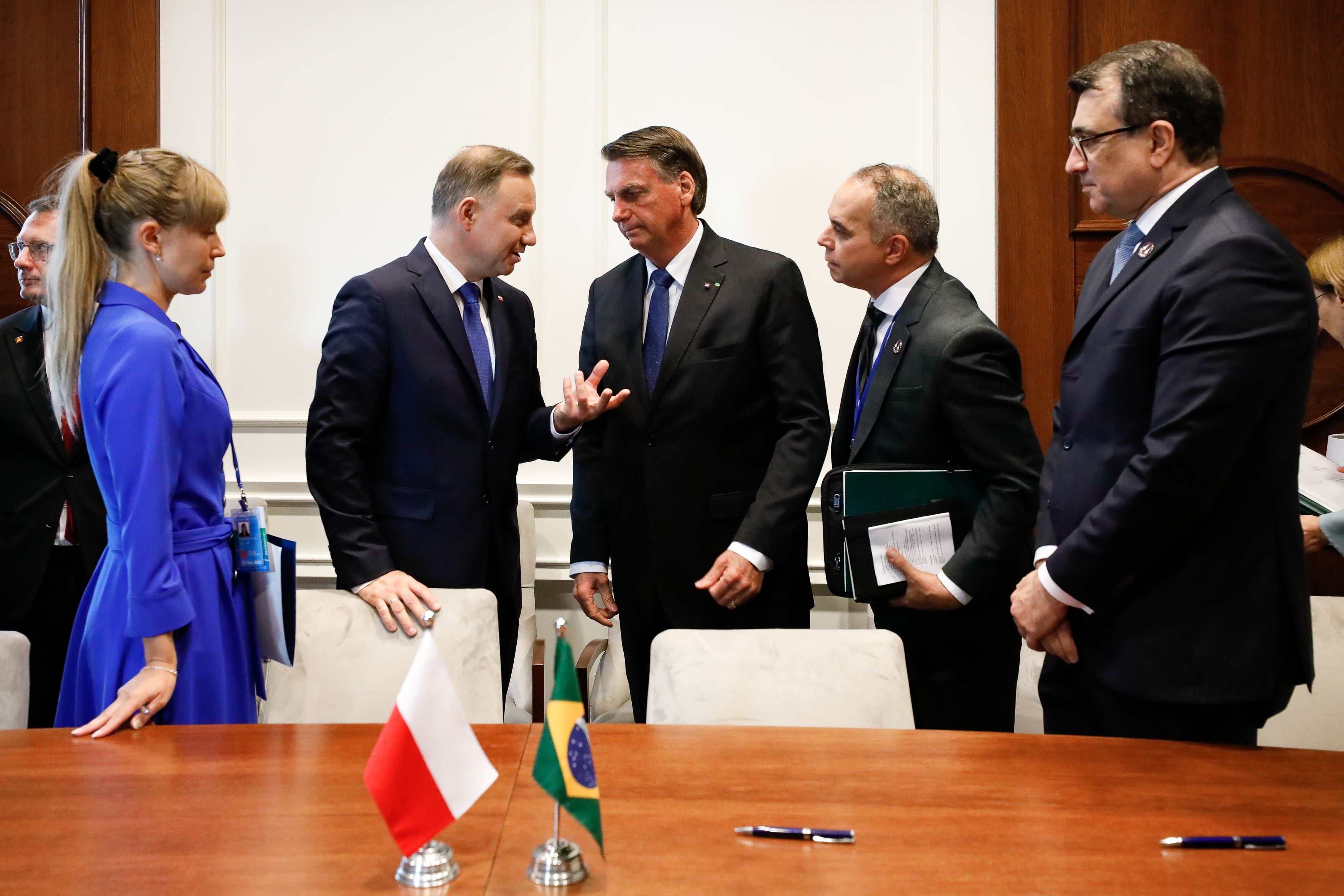
Reunião do presidente polonês, Andrzej Duda e Jair Bolsonaro, em 2022.

Em 2021, em Nova York, o presidente brasileiro se reuniu com o presidente polonês Andrzej Duda antes de proferir seu discurso na Assembleia Geral das Nações Unidas.
Em fevereiro de 2022, Bolsonaro teve sua viagem à Polônia negada. O jornal Valor Econômico afirmou que o assessor do presidente polonês, Jakub Kumoch, afirmou que o presidente polonês estaria sem disponibilidade de tempo devido à situação tensa na Ucrânia. No mesmo ano, os dois presidentes se reuniram novamente na Assembleia-Geral da ONU em Nova Iorque, ocasião em que assinaram dois acordos. Um tratava da troca de informações classificadas, enquanto o outro visava a eliminação da dupla tributação de renda e a prevenção da evasão fiscal.
O Brasil foi o primeiro país da América Latina a proclamar "o reconhecimento da criação da Polônia unificada e independente", em 17 de agosto de 1918, por meio de uma nota do Ministro das Relações Exteriores do Brasil, Nilo Peçanha, ao legado francês no Rio de Janeiro, Paul Claudel.

## Imigração polonesa no Brasil
A imigração polonesa no Brasil ocorreu principalmente durante o final do século XIX e início do século XX. Foi motivada por diversos fatores, incluindo a busca por melhores condições de vida, a instabilidade política na Polônia (então parte de impérios estrangeiros) e as promessas de oportunidades econômicas no Brasil.
A migração polonesa para o Brasil foi notável, com um número significativo de imigrantes poloneses se estabelecendo principalmente no estado do Paraná. Eles contribuíram para a agricultura, especialmente na produção de grãos, e também para o desenvolvimento de áreas urbanas e industriais.
A comunidade polonesa trouxe consigo sua cultura, língua, tradições religiosas e costumes. Eles formaram enclaves étnicos, mantendo suas identidades enquanto se integravam gradualmente à sociedade brasileira. Muitas instituições culturais e religiosas polonesas foram estabelecidas nas áreas onde os imigrantes se concentraram.

Hoje, o legado da imigração polonesa ainda é sentido em comunidades locais, celebrações culturais, nomes de cidades e tradições familiares. A imigração polonesa é um componente significativo da rica tapeçaria da história migratória e da diversidade étnica do Brasil.

Exemplos da cultura polaca no Brasil
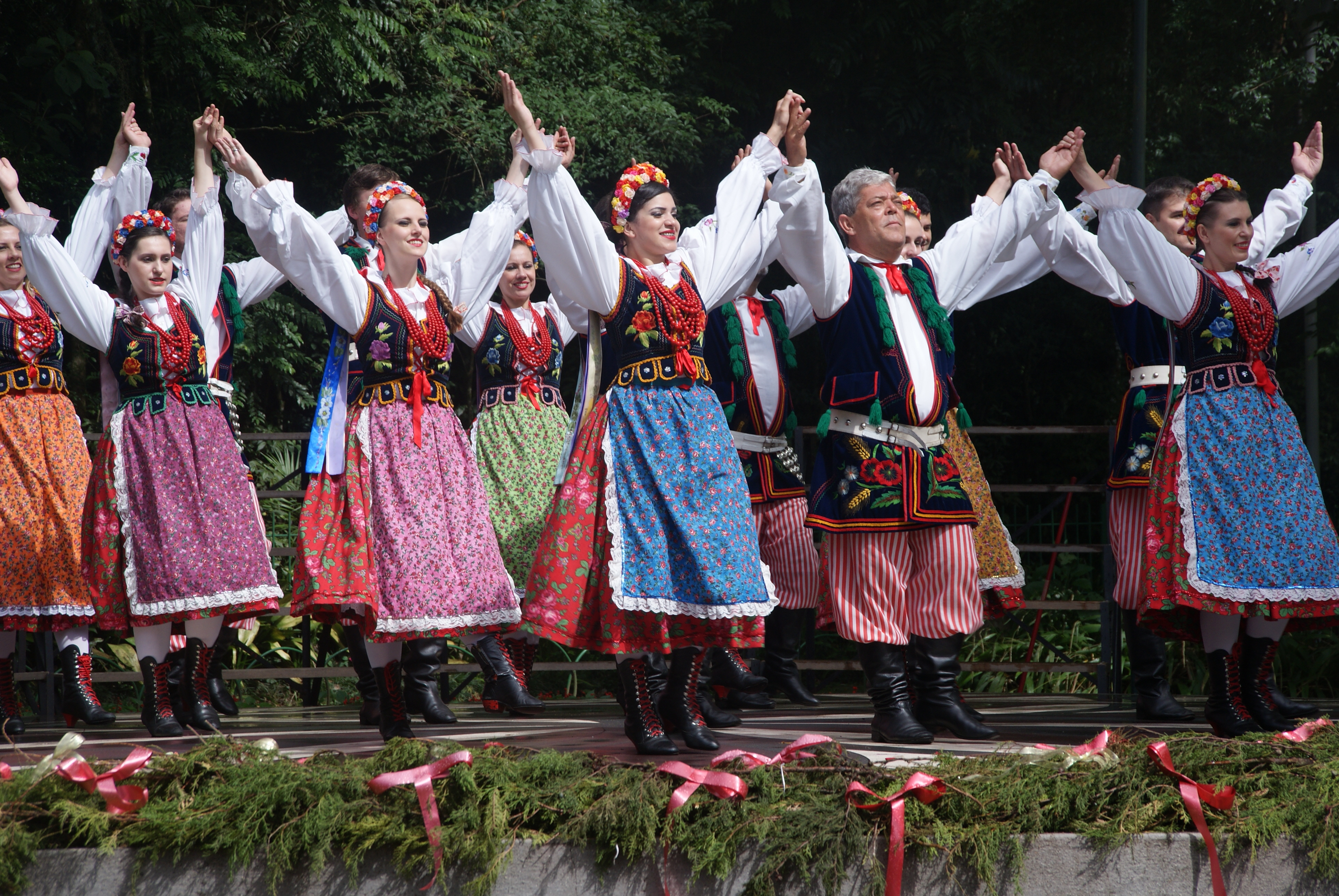
Festividade polonesa de Natal, evento da comunidade polonesa em Curitiba. A comunidade polonesa é uma das principais composições étnicas do povo paranaense.
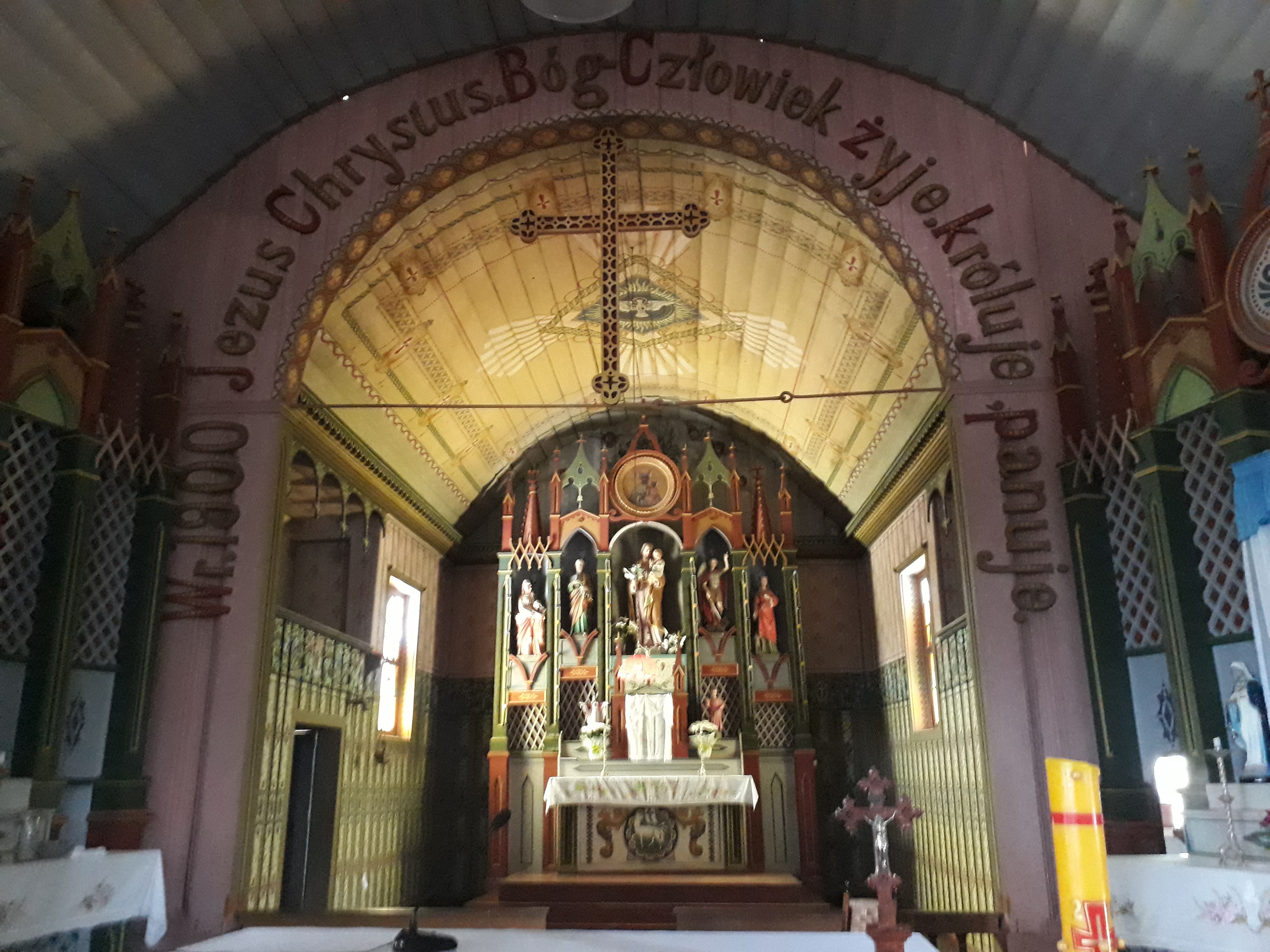
Altar da igreja da comunidade polonesa de São Mateus do Sul, no Paraná.
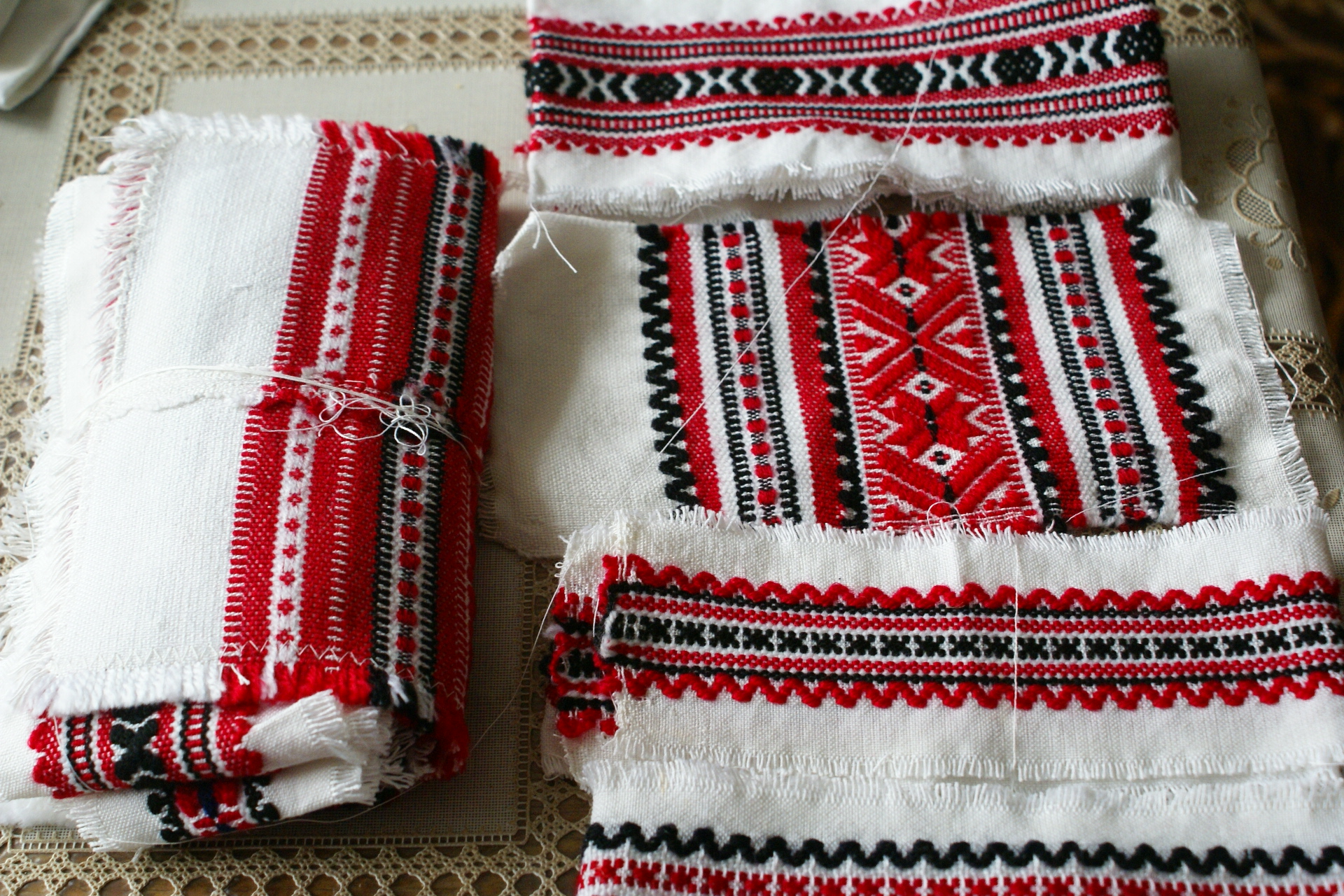
Panos com bordados típicos poloneses.
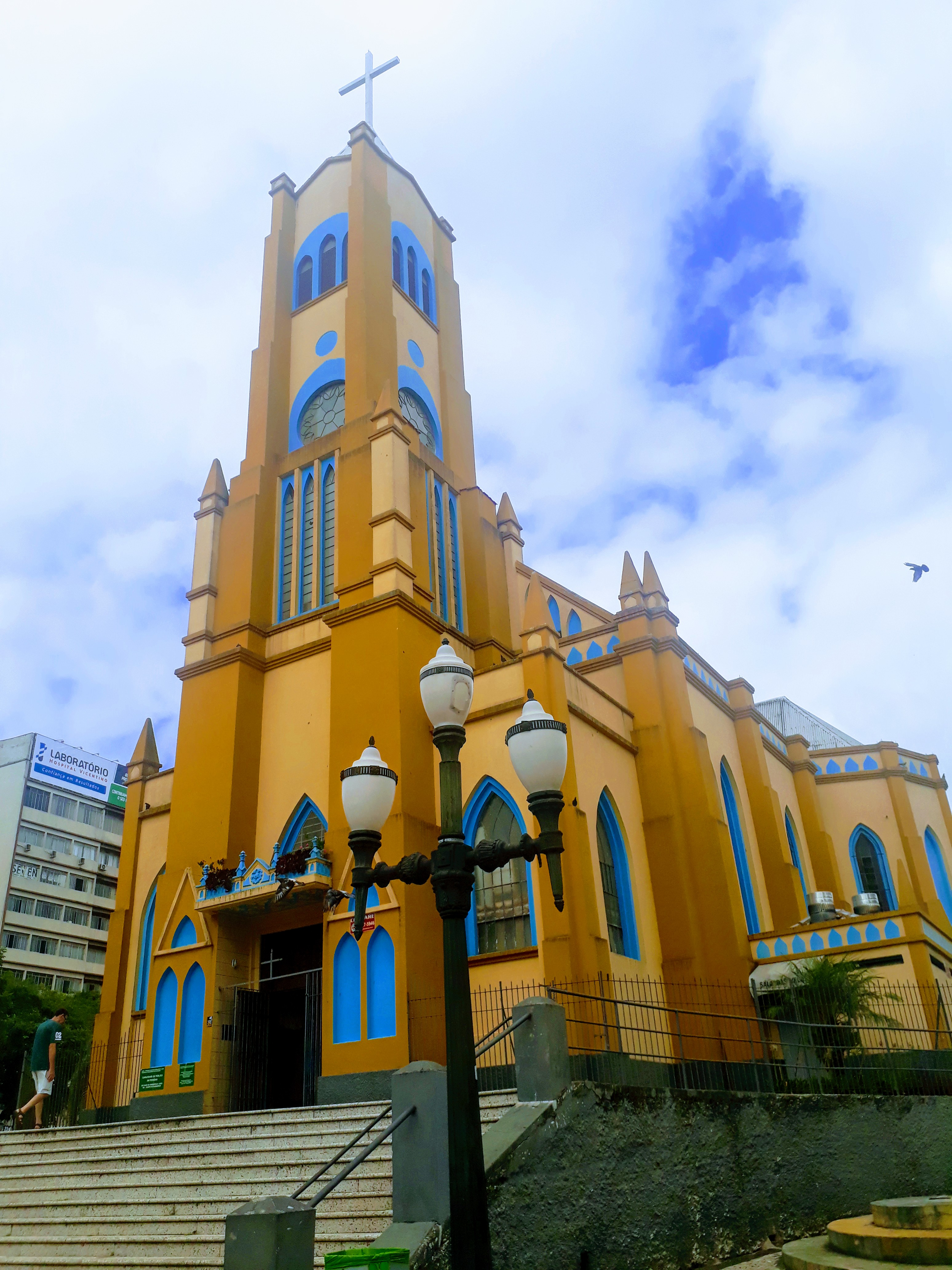
Igreja Sagrado Coração de Jesus, popularmente conhecida como Igreja dos Polacos, em Ponta Grossa.
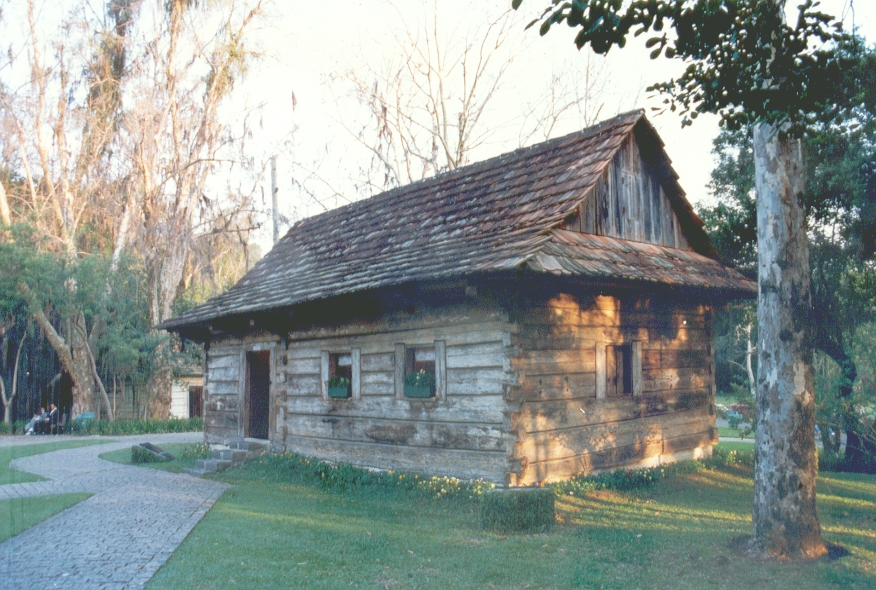
Casa do Colono Polonês (Bosque do Papa, Curitiba, Paraná).

## Visitas de alto nível

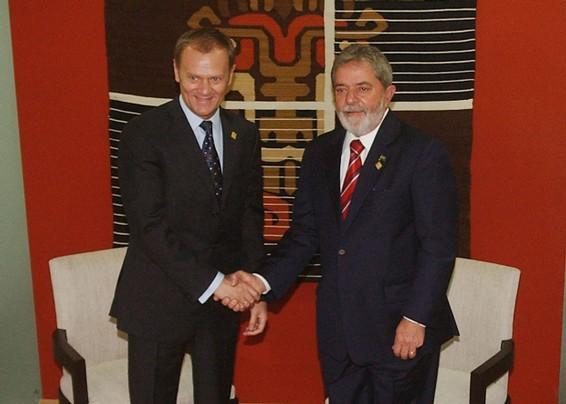
Donald Tusk e Luiz Inácio Lula da Silva em 2008.

### Visitas de alto nível do Brasil à Polônia[32]
- Presidente Fernando Henrique Cardoso (2002)
- Ministro das Relações Exteriores Celso Amorim (2010)
- Ministro das Relações Exteriores Luiz Alberto Figueiredo (2012)
- Vice-Presidente Michel Temer (2013, 2015)
- Ministro das Relações Exteriores Ernesto Araújo (fevereiro e maio de 2019)

### Visitas de alto nível da Polônia ao Brasil
- Presidente Lech Wałęsa (1995)
- Primeiro-Ministro Jerzy Buzek (2000)
- Presidente Aleksander Kwaśniewski (2002)
- Primeiro-Ministro Włodzimierz Cimoszewicz (2003)
- Ministro das Relações Exteriores Radosław Sikorski (2012)
- Ministro das Relações Exteriores Jacek Czaputowicz (2019)
- Chefe de Gabinete Krzysztof Szczerski (2019)

## Comércio
Em 2018, o comércio total entre o Brasil e a Polônia atingiu 1,5 bilhões de dólares. As principais exportações do Brasil para a Polônia incluem recursos minerais, máquinas e dispositivos elétricos, produtos alimentícios, produtos químicos e plásticos. As exportações da Polônia para o Brasil consistem em máquinas e dispositivos elétricos, produtos químicos, bem como plásticos, principalmente borracha sintética. O Brasil é o principal parceiro comercial da Polônia na América Latina. A empresa aeronáutica brasileira Embraer vendeu aviões para a Polônia, que estão sendo utilizados pela companhia aérea nacional polonesa LOT Polish Airlines e pelo Ministério da Defesa Nacional. Em 2000, os países membros do Mercosul (que inclui o Brasil) e da União Europeia (que inclui a Polônia) iniciaram negociações para um acordo de livre comércio.

## Missões diplomáticas

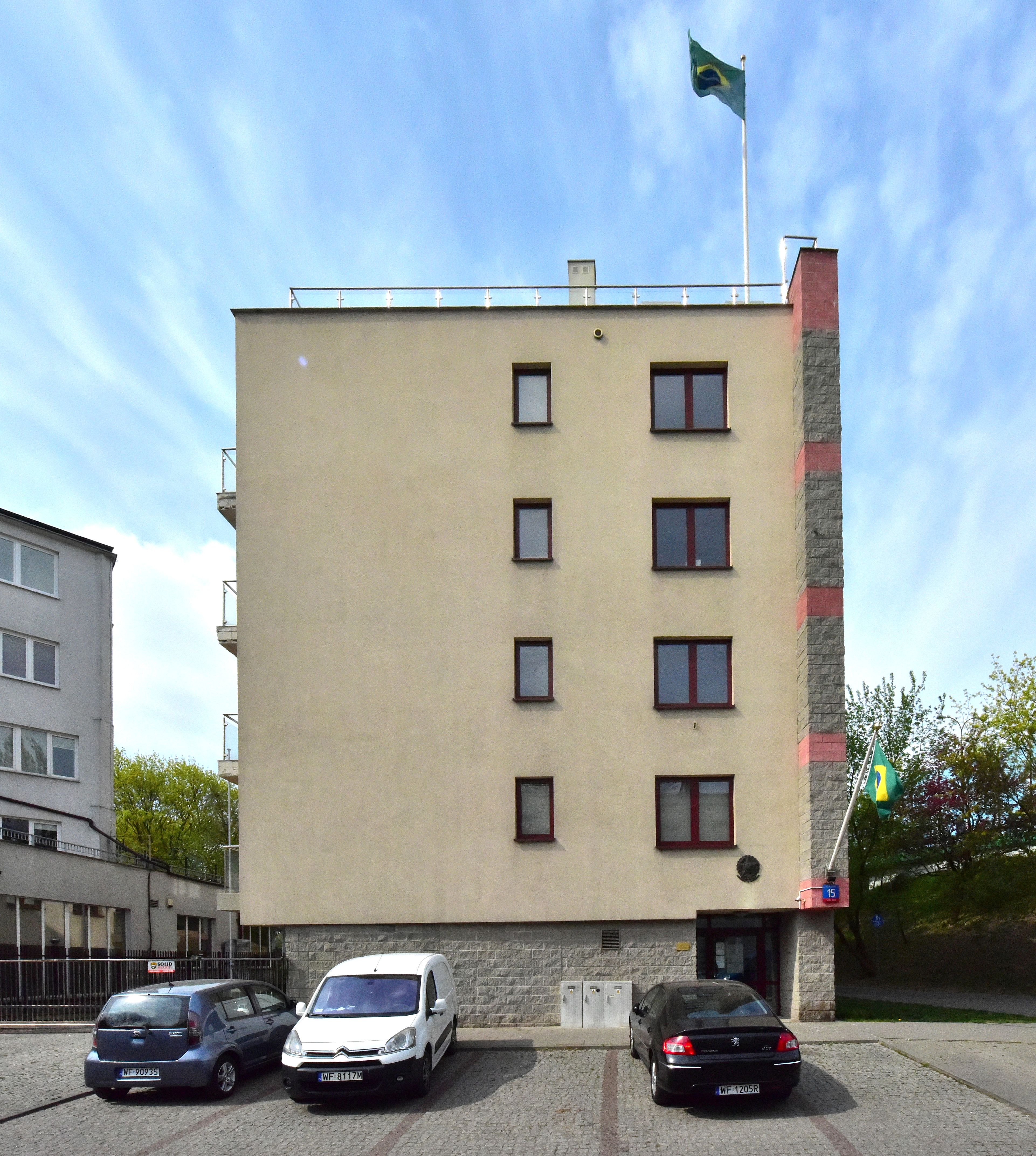
Embaixada do Brasil em Varsóvia

Do Brasil
- Varsóvia (Embaixada)

Da Polônia
- Brasília (Embaixada)
- Curitiba (Consulado-Geral)